# Zoutmelde-associatie
De zoutmelde-associatie (Halimionetum portulacoides) is een associatie uit het verbond van gewoon kweldergras (Puccinellion maritimae). De associatie omvat halofiele dwergstruwelen die worden genomineerd door gewone zoutmelde.

## Naamgeving en codering
| Synoniemen                                      |
| ----------------------------------------------- |
| Bostrychio-Halimionetum portulacoides Géhu 1976 |

- Syntaxoncode voor Nederland (rVvN): r27Aa03
- BWK-karteringscode: da

De wetenschappelijke naam Halimionetum portulacoides is afgeleid van een synoniem van gewone zoutmelde (Atriplex portulacoides, syn. Halimione portulacoides).

## Fysiognomie
De zoutmelde-associatie is fysiognomisch vrij sterk gekarakteriseerd en relatief makkelijk in het landschap te herkennen. Het vegetatieaspect wordt bepaald door de blauwgrijze tot groengrijze kleur van gewone zoutmelde. De vegetatie is van nature soortenarm. De associatie manifesteert zich altijd in de formatie van een dwergstruweel. Vaak is ook een goede algenlaag aanwezig die wordt gedomineerd door schorpioenwier.

## Ecologie
De zoutmelde-associatie komt hoofdzakelijk voor op lage oeverwallen; minder vaak komt het ook tot ontwikkeling op hellingen van hogere oeverwallen en aan de voet van zeedijken. Vereist is een zuurstofrijke bodem en een tamelijk hoog chloridegehalte. Het meest geschikt zijn zavelgronden en niet al te zware kleigronden (20%–50% slib). Begrazing door vee wordt niet verdragen.

## Vegetatiezonering
In de vegetatiezonering vormt de zoutmelde-associatie hoofdzakelijk contactgemeenschappen van andere associaties uit de zeeaster-klasse. Zo staat het erg vaak in contact met een of zelfs allebei de andere associaties uit het verbond van gewoon kweldergras.

### Vegetatiemozaïeken
De zoutmelde-associatie vormt vaak vegetatiemozaïeken met de associatie van lamsoor en zeeweegbree.

## Fotogalerij

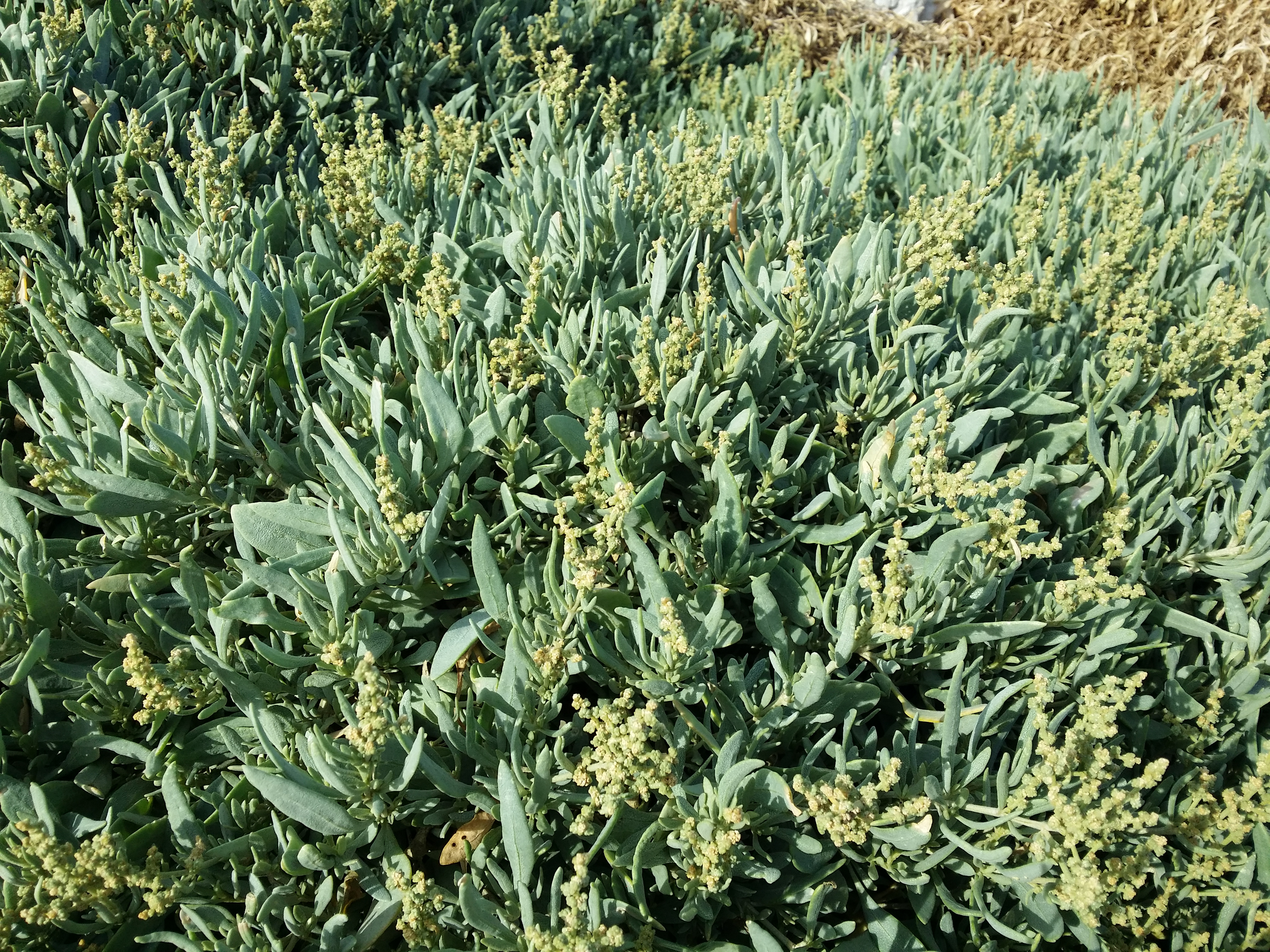
Close-up van de kruidlaag.